# Liutprand z Cremony
Liutprand z Cremony (ur. ok. 920 w Pawii, zm. ok. 970 w Konstantynopolu) – włoski podróżnik, dyplomata i historyk. Pochodził ze szlacheckiej rodziny mieszkającej w Pawii, tam też został diakonem. Później przebywał na dworze Hugona z Prowansji, a jego następca Berengar II wysłał go jako ambasadora do Konstantynopola. Liutprand popadł jednak w konflikt z Berengarem i musiał szukać schronienia na dworze Ottona I. Przez Ottona został mianowany biskupem Cremony i uzyskał znaczący wpływ na politykę Niemiec względem Italii i Państwa Kościelnego. W roku 968 został wysłany ponownie do Konstantynopola, tym razem z misją przygotowania małżeństwa syna Ottona z córką cesarza bizantyjskiego Romana II. Napisał również historię Europy obejmująca okres od 888 do 962. Ponadto w Relatio de legatione Constantinopolitana zawarł swoje wspomnienia z misji na dworze bizantyjskim z roku 958.